# Cerodontha taigensis
Cerodontha taigensis är en tvåvingeart som beskrevs av Zlobin 1986. Cerodontha taigensis ingår i släktet Cerodontha och familjen minerarflugor. Inga underarter finns listade i Catalogue of Life.